# یریشنو
یریشنو (به چکی: Jeřišno) یک منطقهٔ مسکونی در جمهوری چک است که در ناحیه هاولیتشکوف برود واقع شده‌است. یریشنو ۱۰٫۱۸ کیلومتر مربع مساحت و ۳۱۶ نفر جمعیت دارد و ۳۷۵ متر بالاتر از سطح دریا واقع شده‌است.